# Семантична пам'ять
Семантична пам'ять це пам'ять значень, розумінь, і інших знань що не залежать від досвіду. Семантична та епізодична пам'ять відносяться до декларативної пам'яті, яка є однією з основних двох видів пам'яті. Протилежна до декларативної або явної пам'яті є неявна або процедурна пам'ять.

## Зноски
1. ↑  Tulving, E., & Schacter, D.L. (1990). Priming and human memory systems. Bum.Science, 247, 301 – 306.